# Seven Veils
Seven Veils (engl. für „Sieben Schleier“) ist ein Filmdrama von Atom Egoyan. Die Premiere des Films mit Amanda Seyfried in der Hauptrolle als Theaterregisseurin erfolgte im September 2023 beim Toronto International Film Festival. Eine erste Vorstellung in Deutschland fand im Februar 2024 bei den Internationalen Filmfestspielen Berlin statt.

## Handlung
Die Theaterregisseurin Jeanine bekommt eines Tages den Auftrag, nach dem Tod ihres ehemaligen Mentors dessen größtes Werk, eine Adaption der Richard-Strauss-Oper Salomé, für die Canadian Opera Company neu zu inszenieren. Nach ihrer Rückkehr auf die Bühne, viele Jahre nach ihrem letzten Engagement, wird sie von dunklen Erinnerungen aus der Vergangenheit eingeholt.

## Produktion

### Regie, Drehbuch und Filmtitel
Regie führte Atom Egoyan, der auch das Drehbuch schrieb. Es handelt sich um den 20. Kinofilm und den 24. Langfilm des  kanadisch-armenischen Regisseurs. Egoyan hatte, wie der Mentor der Protagonistin im Film, Anfang Februar 2023 selbst eine Neuauflage der Oper Salomé für die Canadian Opera Company auf die Bühne gebracht. Erstmals führte er 1996 bei der Oper Regie. Der Filmtitel Seven Veils (engl. für „Sieben Schleier“) nimmt auf dieses Stück Bezug. In Salome von Richard Strauss tanzt die Titelfigur den „Tanz der Sieben Schleier“. Egoyan erklärte weiter: „Die Geschichte von Salome wurde der Bibel entnommen, dann von Oscar Wilde interpretiert, dann vom Komponisten Richard Strauss neu interpretiert und nun neu interpretiert wiederum durch mein revisionistisches Theaterkonzept.“

### Besetzung und Dreharbeiten

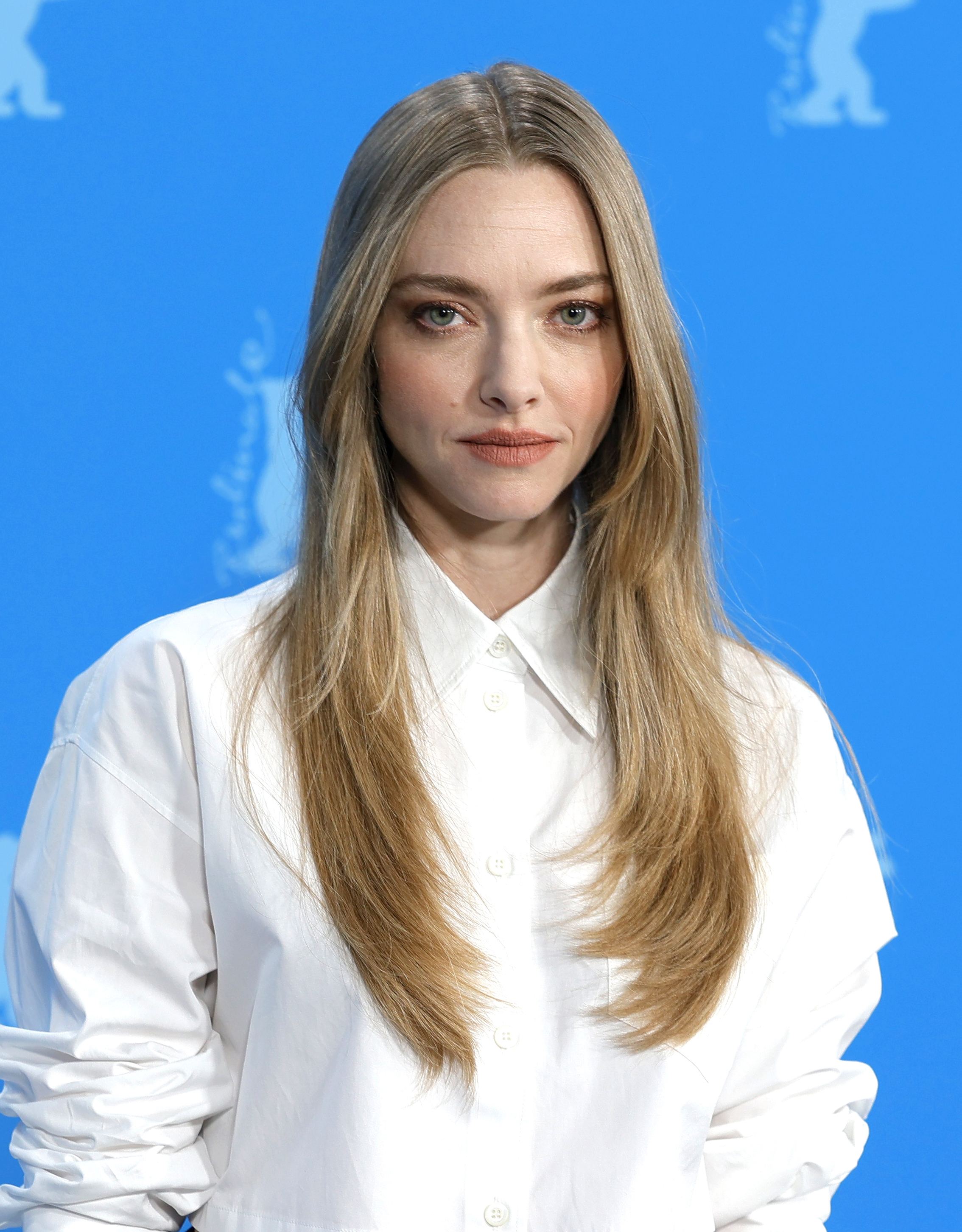
Amanda Seyfried spielt die Theaterregisseurin Jeanine

Amanda Seyfried spielt in der Hauptrolle die Theaterregisseurin Jeanine. Sie war bereits in Egoyans Thriller Chloe von 2009 in der Hauptrolle zu sehen. Mark O’Brien spielt Jeanines Ehemann, von dem sie sich vor kurzem getrennt hat. Douglas Smith spielt einen alten Freund, der in dem Stück die Rolle des Jochanaan übernimmt. Der deutsche Opernsänger Michael Kupfer-Radecky spielt Johann und Vinessa Antoine ihre Zweitbesetzungskollegin. Rebecca Liddiard ist in der Rolle der Requisiteurin Clea zu sehen. In einer weiteren Rolle ist die kanadische Opernsängerin Ambur Braid zu sehen.
Die Dreharbeiten fanden im Februar und März 2023 in Toronto statt. Mit Kameramann Paul Sarossy arbeitete Egoyan in der Vergangenheit für die meisten seiner Filme zusammen.

### Filmmusik
Die Filmmusik komponierte Mychael Danna, bekannt durch seine Arbeiten für Life of Pi: Schiffbruch mit Tiger, Moneyball, Der Gesang der Flusskrebse, Capote, The Good Dinosaur oder The Addams Family. Mit ihm arbeitete Egoyan bereits für eine Reihe seiner Filme zusammen. Das Soundtrack-Album mit insgesamt zehn Musikstücken wurde Anfang April 2025 als Download veröffentlicht.

### Veröffentlichung
Die Premiere fand am 10. September 2023 beim Toronto International Film Festival statt. Ende September 2023 wurde er beim Calgary International Film Festival gezeigt. Ende September, Anfang Oktober 2023 wurde er beim Vancouver International Film Festival gezeigt. Im Februar 2024 wurde Seven Veils bei den Internationalen Filmfestspielen Berlin in der Reihe Berlinale Special gezeigt. Am 7. März 2025 kam der Film in die US-Kinos.

## Rezeption

### Kritiken
Der Film konnte 75 Prozent der bei Rotten Tomatoes aufgeführten Kritiker überzeugen bei einer durchschnittlichen Bewertung mit 6,6 von 10 möglichen Punkten.

### Auszeichnungen
Victoria Film Festival 2024
- Auszeichnung als Bester kanadischer Spielfilm[13]